# Béchir Ben Yahmed
Béchir Ben Yahmed (Mahboubine, Túnez; 2 de abril de 1928-París, 3 de mayo de 2021) fue un periodista tunecino-francés. Fundó la revista semanal de noticias Jeune Afrique y fue su director ejecutivo. También fundó el periódico La Revue.

## Biografía
Hijo de un comerciante, Ben Yahmed nació en Yerba en 1928. Tras obtener un diploma del HEC Paris, formó parte de una delegación tunecina para la autonomía y las negociaciones sobre la independencia. En abril de 1955 fundó el semanario L'Action, que cerró en septiembre de 1958. El 15 de abril de 1956, fue nombrado Secretario de Estado de Información en el gabinete del Primer Ministro Habib Bourguiba. Nunca formó parte de la Asamblea Constituyente de Túnez debido a que no cumplía con el requisito de edad.
Después de que Bourguiba se convirtiera en presidente de Túnez, Ben Yahmed dimitió del gobierno. El 17 de octubre de 1960 fundó Afrique Action. Luego fundó Jeune Afrique el 21 de noviembre de 1961. En mayo de 1962 emigró a Roma y posteriormente a París en 1964. El 2 de abril de 1969 se casó en Roma con su esposa, Danielle, con quien tuvo dos hijos: Marwane y Amir. Sus hijos ocuparon puestos ejecutivos en Jeune Afrique.
Las relaciones entre Ben Yahmed y el presidente tunecino Zine El Abidine Ben Ali eran muy buenas. El presidente Ben Ali salvó a Jeune Afrique inyectando millones de dinares tunecinos en la empresa. El periódico satírico Le Canard enchaîné informó que "ayudar a Jeune Afrique no es un deseo, es una instrucción presidencial", en referencia a la operación financiera para salvar la revista.
Ben Yahmed se desempeñó como director ejecutivo de Jeune Afrique hasta el 14 de octubre de 2007, cuando fue sucedido por François Soudan. Para entonces, la revista había sido una fuente de información bien establecida en todo el continente africano. También había fundado Éditions du Jaguar y La Revue.
Béchir Ben Yahmed murió de COVID-19 en el hospital Lariboisière de París el 3 de mayo de 2021, a la edad de 93 años.

## Publicaciones
- Ce que je crois, tome 1 : Les années d'espoir 1960-1979 (1998)
- Ce que je crois, tome 2 : Face aux crises 1980-1996 (1998)
- Ce que je crois, chroniques 2001 (2002)
- Ce que je crois, chroniques 2002 (2003)